# Gare de Vireux-Molhain
Gare de Vireux-Molhain vasútállomás Franciaországban, Vireux-Molhain településen.

## Vasútvonalak
Az állomást az alábbi vasútvonalak érintik:
- Soissons-Givet-vasútvonal

## Kapcsolódó állomások
A vasútállomáshoz az alábbi állomások vannak a legközelebb:
- Gare de Fépin
- Gare d’Aubrives
- Gare de Givet